# Bovicola
Bovicola ist eine Gattung der Kletterfußmallophagen, deren Vertreter bei Huftieren parasitieren. Sie ähnelt im Aussehen der Gattung Felicola, der Kopf ist aber nicht dreieckig, sondern außen abgerundet.

## Arten
Die Gattung enthält folgende Arten:
- Bovicola alpinus, Wirt Gämse
- Bovicola americanus, Wirt Rothirsch
- Bovicola aspilopygus, auch Werneckiella aspilopygus, Wirt Steppenzebra
- Bovicola aucheniaelamae, Wirt Lama
- Bovicola bovis, Wirt Hausrind
- Bovicola breviceps, auch Lepikentron breviceps, Wirte Alpaka, Guanako, Lama
- Bovicola caprae, Wirt Hausziege
- Bovicola cervi, Wirt Rothirsch
- Bovicola climacius, Wirt Hausziege
- Bovicola climax, Wirt Hausziege
- Bovicola concavifrons, Wirt Rothirsch
- Bovicola crassipes, auch Holakartikos crassipes, Wirt Hausziege
- Bovicola equi, auch Werneckiella equi, Wirt Asiatischer Esel, Hauspferd
- Bovicola fulvus, auch Werneckiella fulvus, Wirt Mähnenspringer
- Bovicola ibicis, Wirt Alpensteinbock
- Bovicola inaequalemaculatus, Wirt Guanako
- Bovicola jellisoni, Wirt Dickhornschaf
- Bovicola hemioni, Wirt Asiatischer Esel
- Bovicola hemitragi, auch Spinibovicola hemitragi, Wirt Himalaya-Tahr
- Bovicola hermsi, Wirt Hausziege
- Bovicola jellisoni, Wirte Dall-Schaf, Dickhornschaf
- Bovicola limbatus, Wirt Hausziege, vorzugsweise Angoraziegen
- Bovicola longicornis, Wirt Rothirsch
- Bovicola madagascariensis, Wirt Asiatischer Esel
- Bovicola mambricus, Wirt Hausziege
- Bovicola multispinosus, auch Spinibovicola multispinosus, Wirt Blauschaf
- Bovicola neglectus, auch Werneckiella neglectus, Wirt Mähnenspringer
- Bovicola ocellatus, auch Werneckiella ocellatus, Wirte Asiatischer Esel, Hauspferd, Steppenzebra
- Bovicola oreamnidis, Wirt Schneeziege
- Bovicola ovis, Wirt Hausschaf
- Bovicola ovisarietis, Wirt Hausschaf
- Bovicola parumpilosus, Wirt Hauspferd
- Bovicola penicillatus, Wirt Graue Riesenkängurus
- Bovicola pilosus, Wirte Hausziege, Hauspferd
- Bovicola pubescens, Wirt Hauspferd
- Bovicola rupicaprae, Wirt Gämse
- Bovicola sachtlebeni, Wirt Hausziege
- Bovicola scalaris, Wirt Hausrind
- Bovicola sedecimdecembrii, auch Bisonicola sedecimdecembrii, Wirte Bisons
- Bovicola similis, Wirt Rothirsch
- Bovicola solidus, Wirt Hausziege
- Bovicola sphaerocephalus, Wirt Hausschaf
- Bovicola tarandi, Wirt Ren
- Bovicola tauri, Wirt Hausrind
- Bovicola tibialis, Wirt Damhirsch, Maultierhirsch
- Bovicola trampel, Wirt Hausziege
- Bovicola vestitus, Wirt Hausziege
- Bovicola wernecki, Wirt Hausziege
- Bovicola zebrae, auch Werneckiella zebrae, Wirt Hartmann-Bergzebra
- Bovicola zuluensis, auch Werneckiella zuluensis, Wirt Steppenzebra